# Джулинка
Джу́линка (укр. Джулинка, пол. Dzulinki) — село на Украине, находится в Гайсинском районе Винницкой области.
Код КОАТУУ — 0520481603. Население по переписи 2001 года составляет 3953 человека. Почтовый индекс — 24450. Телефонный код — 4352.
Занимает площадь 5,973 км².

## Местная власть
24450, Винницкая область, Гайсинский р-н, с. Джулинка, ул. Соборная, 1